# Athyrium pseudowardii
Athyrium pseudowardii är en majbräkenväxtart som beskrevs av Shunsuke Serizawa.
Athyrium pseudowardii ingår i släktet Athyrium och familjen Athyriaceae. Inga underarter finns listade i Catalogue of Life.